# Prace Duże
Prace Duże [pronunciación en polaco: /ˈprat͡sɛ ˈduʐɛ/] es un pueblo ubicado en el distrito administrativo de Gmina Tarczyn, dentro del Condado de Piaseczno, Voivodato de Mazovia, en el este de Polonia central. Se encuentra aproximadamente a 5 kilómetros al este de Tarczyn, a 14 kilómetros al suroeste de Piaseczno, y a 29 kilómetros al sur de Varsovia.